# Efraim Diveroli
Efraim Diveroli  (nascido em 20 de dezembro de 1985)  é um ex-traficante e autor americano de armas. Sua empresa, AEY Inc., era uma das principais empresas de armas do Departamento de Defesa dos EUA.   
O governo dos EUA suspendeu a AEY por violar seu contrato depois que a AEY forneceu munição chinesa precária e inservível de 42 anos e tentou remarcar e embalar novamente, violando o embargo de armas americano à China. Como resultado da publicidade em torno do contrato e da idade dos traficantes de armas  (Diveroli tinha 21 anos e o parceiro David Packouz tinha 25 quando a AEY firmou o acordo de munição) o Exército dos Estados Unidos começou uma revisão de seus procedimentos de contratação ele ficou preso por 4 anos.